# أومرشتات
اومراشتات (بالألمانية: Ummerstadt) هي مدينة و بلدة ألمانية تقع في ألمانيا في هيلدبورغهاوزن. يقدر عدد سكانها بـ 530 نسمة .

## أعلام
- فريدريك كونراد مولر